# 比热地区圣朗贝尔
比热地区圣朗贝尔（法語：Saint-Rambert-en-Bugey，法語發音：[sɛ̃ ʁɑ̃bɛʁ ɑ̃ byʒɛ] ⓘ），或纯音译作圣朗贝尔昂比热，是法国东部安省的一个市镇，位于该省中南部，属于贝莱区。

## 地理
比热地区圣朗贝尔（45°56'55"N, 5°26'17"E）面积28.55 平方千米，位于法国奥弗涅-罗讷-阿尔卑斯大区安省，该省份为法国东部省份，北起汝拉省，西北接索恩-卢瓦尔省，西接罗讷省和里昂大都会，南至伊泽尔省，东与萨瓦省、上萨瓦省和瑞士接壤。
与比热地区圣朗贝尔接壤的市镇（或旧市镇、城区）包括：拉贝热芒德瓦雷、昂貝略昂比熱、昂布罗奈、阿朗达斯、阿尔日斯、克莱济约、科南、尼沃莱蒙格里丰、翁雪、托尔雪。

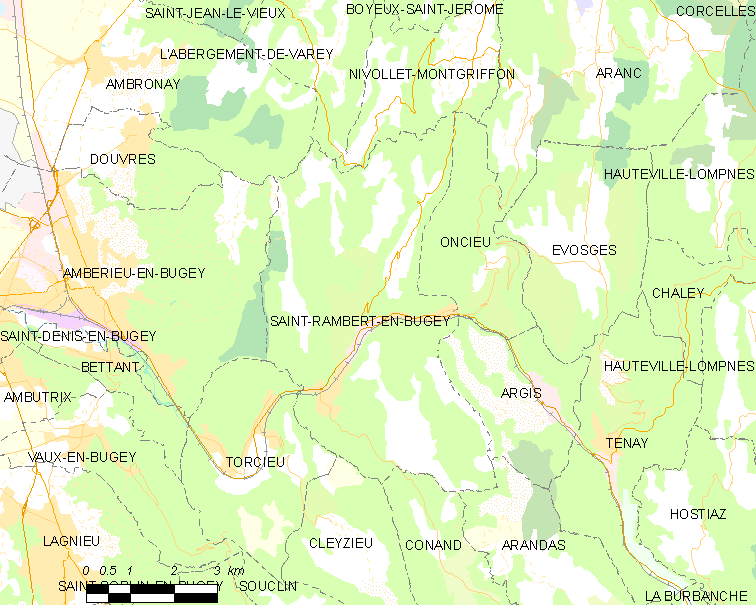
比热地区圣朗贝尔的OSM定位图

比热地区圣朗贝尔的时区为UTC+01:00、UTC+02:00（夏令时）。

## 行政
比热地区圣朗贝尔的邮政编码为01230，INSEE市镇编码为01384。

## 政治
比热地区圣朗贝尔所属的省级选区为昂贝略昂比热县。

## 人口

1962-2008年间比热地区圣朗贝尔人口变化图示

比热地区圣朗贝尔于2022年1月1日时的人口数量为2179人。